# Montes Torozos y Páramos de Torquemada-Astudillo
Montes Torozos y Páramos de Torquemada-Astudillo este o arie protejată (arie specială de conservare — SAC, sit de importanță comunitară — SCI) din Spania întinsă pe o suprafață de 22.999,93 ha, integral pe uscat.

## Localizare
Centrul sitului Montes Torozos y Páramos de Torquemada-Astudillo este situat la coordonatele 41°47′50″N 4°47′50″W / 41.7972°N 4.7973°V.

## Înființare
Situl Montes Torozos y Páramos de Torquemada-Astudillo a fost declarat sit de importanță comunitară în februarie 2004 pentru a proteja 3 specii de animale. Situl a fost protejat și ca arie specială de conservare în septembrie 2015.

## Biodiversitate
Situată în ecoregiunea mediteraneană, aria protejată conține 9 habitate naturale: Galerii de Salix alba și de Populus alba, Pajiști umede mediteraneene cu ierburi înalte de Molinio-Holoschoenion, Păduri iberice de Quercus faginea și Quercus canariensis, Vegetație gipsofilă iberică (Gypsophiletalia), Lacuri eutrofice naturale cu vegetație de tip Magnopotamion sau Hydrocharition, Pajiști carstice calcaroase sau bazofile, de Alysso-Sedion albi, Dehesas cu Quercus spp. perene, Pseudostepă cu ierburi și specii anuale de Thero-Brachypodietea, Păduri de Quercus ilex și Quercus rotundifolia.
La baza desemnării sitului se află mai multe specii protejate:
- amfibieni (1): Discoglossus galganoi
- mamifere (2): vidră de râu (Lutra lutra), liliacul mic cu potcoavă (Rhinolophus hipposideros)

Pe lângă speciile protejate, pe teritoriul sitului au mai fost identificate 9 specii de plante, 5 specii de amfibieni, 8 specii de mamifere, 1 specie de reptile.